# Тодд (округ, Миннесота)
Тодд (англ. Todd County) — округ в штате Миннесота, США. Административный центр и крупнейший город — Лонг-Прери. По переписи 2000 года в округе проживают 24 426 человек. Площадь — 2536 км², из которых 2439,4 км² — суша, а 96,6 км² — вода. Плотность населения составляет 10 чел./км².

## История
Округ был основан в 1856 году.